# Política de investigación y desarrollo tecnológico de la Unión Europea
La política europea de investigación y desarrollo tecnológico (IDT) forma parte de las actuaciones y políticas que elabora la Comisión Europea en virtud de los primeros Tratados comunitarios en los años 1950. A partir del Acta Única Europea (1986) el objetivo de esta política ha sido fortalecer las bases científicas y tecnológicas de la industria de la UE e incrementar su competitividad a escala mundial. 
Su base jurídica reposa en los artículos 179 a 190 del Tratado de Funcionamiento de la Unión Europea (TFUE). Así el artículo 179 especifica que «la Unión tendrá por objetivo fortalecer sus bases científicas y tecnológicas mediante la realización de un espacio europeo de investigación en el que los investigadores, los conocimientos científicos y las tecnologías circulen libremente».
A principios de los años 1980 dicha política se amplió con el establecimiento de un programa marco de investigación. En el período 2014-2020, la mayor parte de la financiación para investigación en la Unión se agrupó en el programa Horizonte 2020 (VIII Programa Marco de Investigación e Innovación), cuyo objetivo fue garantizar la competitividad internacional de la UE. Su sucesor, para el período 2021-2027, es Horizonte Europa.

## Resultados

### Programas marco de investigación
El primer programa marco de la Unión se estableció en 1983 por un período de cuatro años. Desde entonces, los programas marco sucesivos han prestado apoyo financiero a la implementación de las políticas de la UE en materia de investigación e innovación (I+I). Sus objetivos ha evolucionado desde el inicial apoyo a la cooperación transfronteriza en el ámbito de la investigación y la tecnología hasta la promoción de la coordinación de las actividades y las políticas a nivel europeo.
Por otra parte, el Fondo de Cohesión y otros programas de la Unión ofrecen oportunidades relacionadas con la investigación, como los Fondos estructurales de la Unión Europea, COSME, Erasmus+, el programa LIFE, el Mecanismo Conectar Europa y los programas de salud de la UE.

#### VII Programa Marco
El VII Programa Marco de Investigación y Desarrollo (VIIPM) fue el instrumento principal con el que contó la Unión Europea para financiar la investigación durante el periodo 2007-2013. El programa, aprobado por el Consejo Europeo el 18 de diciembre de 2006, contó con un presupuesto total de 50.521 millones de euros. También se destinaron 2.700 millones adicionales para el programa Euratom sobre investigación nuclear, que estuvo en marcha durante cinco años. 
El VIIPM se basó en los logros alcanzados por el VI Programa Marco de Investigación y Desarrollo y se ejecutó a través de cuatro programas específicos. El programa de Cooperación apoyó la investigación en cooperación en una serie de áreas temáticas específicas. El programa Ideas financió la investigación fundamental orientada por investigadores a través del Consejo Europeo de Investigación (CEI). El programa Personas apoyó la formación y el desarrollo profesional de los investigadores. El programa Capacidades apoyó la coordinación y el desarrollo de las infraestructuras de investigación, los grupos de investigación regional y la cooperación internacional, además de intensificar los vínculos entre la ciencia y la sociedad.

#### Programa Horizonte 2020
Horizonte 2020 es el mayor programa de investigación e innovación en la Unión Europea con un presupuesto de casi 80 mil millones de € para el periodo 2014-2020. Su principal objetivo es asegurar la competitividad global de Europa. Es el programa marco que precede a Horizonte Europa cuyo plazo de ejecución será 2021-2027.
Horizonte 2020 cuenta con el respaldo político de los líderes europeos y los miembros del Parlamento Europeo. Coincidiendo en que la investigación es una inversión de futuro, Horizonte 2020 está en el centro del plan de la Unión Europea para el crecimiento y el empleo inteligente, sostenible e integrador.

### Coordinación y colaboración internacional
A parir de 2002 la Unión Europea puso en marcha la Red del Espacio Europeo de Investigación (ERA-NET) para apoyar la coordinación y la colaboración entre los programas de investigación además de reforzar la coordinación de los programas ejecutados en los Estados miembros de la Unión y los países asociados mediante la creación de redes y la puesta en marcha de actividades conjuntas.
Plataforma Tecnológica Europea

### Instituto Europeo de Innovación y Tecnología
Instituto europeo de Innovación y Tecnología o IEIT (en inglés EIT: European Institute of Innovation and Technology) es un organismo de la Unión Europea (UE) establecido en 2008 para “fortalecer la capacidad de innovación” de los Estados miembros de la Unión. El Instituto está integrado en Horizonte Europa, el Programa Marco de Investigación e Innovación de la UE.
El objetivo principal del programa es contribuir a la competitividad de Europa y a un crecimiento económico sostenible, así como la creación de empleo mediante la promoción y el fortalecimiento de las sinergias y cooperación entre empresas, instituciones educativas y organizaciones de investigación.

## Comisario europeo de Innovación e Investigación
El comisario de Innovación, Investigación, Cultura, Educación y Juventud es el miembro de la Comisión Europea que tiene responsabilidades en dichos ámbitos ejecutivos. La cartera es el resultado de la fusión, en 2019, del cargo de comisario de Educación, Cultura, Juventud y Deporte con el de comisario de Investigación, Ciencia e Innovación.

### El Pacto Verde y la Década Digital
En enero de 2023, durante el Foro Económico Mundial, la presidenta de la Comisión Europea, Ursula von der Leyen, anunció el Plan Industrial del Pacto Verde que busca contrarrestar el impacto de las subvenciones para atraer las «capacidades industriales a China o a otros lugares» en la economía comunitaria y desarrollar una legislación para un tejido de cero emisiones con «objetivos claros» antes de 2030. Según Von der Leyen, el plan pretende abarcar la cualificación profesional, el entorno normativo, la financiación y el comercio internacional, centrándose en agilizar permisos para facilitar la inversión en los sectores cruciales de la cadena de suministro para alcanzar el objetivo de cero emisiones netas. Para tal fin, la Comisión Von der Leyen presentará una ley de Industria Cero Neto, similar al proyecto legislativo sobre semiconductores, que fijará objetivos "claros" para la tecnología limpia europea a partir de 2030.
Por su parte, la Década Digital 2030 es un programa político de la Comisión Europea (Comisión Von der Leyen) para coordinar el desarrollo del mundo digital en la Unión Europea hasta 2030. Esta declaración establece objetivos, así como los medios para lograros y organiza la interacción de los Estados miembros, en colaboración con el Consejo, la Comisión y el Parlamento Europeo, para dar forma a sus políticas digitales en cuatro áreas: mejora de las habilidades digitales de los ciudadanos; impulso a la adopción de nuevas tecnologías —inteligencia artificial, los datos, la computación en la nube, etc— en las empresas radicadas en la Unión; avance en conectividad, informática e infraestructura de datos, y disponibilidad de los servicios públicos digitales. El programa también crea un marco para el desarrollo de proyectos multinacionales que busca unir fuerzas entre los Estados miembros para lograr sus iniciativas digitales.